# Fabrizia
Fabrizia är en ort och kommun i provinsen Vibo Valentia i regionen Kalabrien i Italien. Kommunen hade 2 162 invånare (2017).